# Synedoida perplexa
Synedoida perplexa är en fjärilsart som beskrevs av Edwards 1884. Synedoida perplexa ingår i släktet Synedoida och familjen nattflyn. Inga underarter finns listade i Catalogue of Life.